# Dejvid Kroft (TV producent)
Major Dejvid Džon Kroft (engl. David John Croft; 7. septembar 1922 — 27. septembar 2011), rođen kao Dejvid Džon Andru Šarland (David John Andrew Sharland), bio je engleski pisac, producent i reditelj. Dejvid Kroft se posebno istakao u oblasti produkcije i saradničkog pisanje niza popularnih BBC sitkoma sa Džimijem Perijem i Džeremijem Lojdom uključujući Dad's Army, Are You Being Served?, It Ain't Half Hot Mum, Hi-de-Hi! i Allo 'Allo!.

## Nagrade i priznanja
Kroft je postao Officer of The Most Excellent Order of the British Empire (Službenik najvišeg ordena Britanske imperije) sa Džeremijem Perijem 1978. za usluge televiziji. 1981. je dobio Desmond Davis award nagradu od Britanske akademije filma i televizijske umetnosti British Academy of Film and Television Arts, za izuzetan doprinos industriji.
Kroftove nagrade uključuju:
- (BAFTA awards): Best Light Entertainment
Nominacija: 1970. Dad's Army
Best Light Entertainment Production
1971. Dad's Army (With Team)
Nominacija: 1971. Up Pompeii!
Best Situation Comedy Series
Nominacija 1973. Dad's Army
Nominacija: 1974. Dad's Army
Best Situation Comedy
 Nominacija: 1975. Dad's Army 
Nominated: 1977. Are You Being Served?
Desmond Davis Award
1982 Lifetime Achievement Award
Best Comedy Series
Nominacija: 1982 Hi-de-Hi!
Nominated: 1983. Hi-de-Hi!
Nominacija: 1985 Hi-de-Hi!
Nominacija: 1986.  'Allo 'Allo! 
Nominacija: 1987.  'Allo 'Allo! 
Nominacija: 1988  'Allo 'Allo! 
Nominacija: 1989  'Allo 'Allo!
- ( British Comedy Awards ): 2003 Lifetime Achievement Award
Writers' Guild of Great Britain
 1969 Best Comedy Script  Dad's Army 
 1970 Best Comedy Script  Dad's Army
 1971 Best Comedy Script Dad's Army

## Produkcija i karijera pisca
U želji da napiše većinu ovih televizijskih serija, Kroft je radio i kao producent, reditelj, a kasnije i kao izvršni producent.

## Smrt
Dejvid Kroft je umro u snu 27. septembra 2011,u svojoj kući u Portugaliji. Imao je 89 godina.

### Napisano sa Džimijem Perijem
- 1968–1977 Dad's Army
- 1974–1981 It Ain't Half Hot Mum
- 1980–1988 Hi-de-Hi!
- 1988–1993 You Rang, M'Lord?

### Napisano sa Džeremijem Lojdom
- 1972–1985 Are You Being Served? (Series 1–8)
- 1977–1978 Come Back Mrs Noah
- 1980 Oh Happy Band!
- 1982–1992 'Allo 'Allo! (Series 1–6)
- 1992–1993 Grace and Favour
- 1994 Which Way to the War
- 2008 Here Comes the Queen

### Napisano sa Ričardom Spendlovom
- 1995–1997 Oh, Doctor Beeching!

## Bibliografija
- Morgan-Russell, Simon (2004). Jimmy Perry and David Croft. Manchester: Manchester University Press. ISBN 978-0-7190-6556-9.

## Spoljašnje veze
- Zvaničan sajt
- Dejvid Kroft на веб-сајту  (језик: енглески)
- Lista radova za BBC  Архивирано на веб-сајту  (13. фебруар 2006)
- Pojavljivanje Dejvida Krofta u This Is Your Life
- Biografija
- Čitulja Dejvida Krofta, The Daily Telegraph, 27. septembar 2011.
- Čitulja Dejvida Krofta, The Guardian, 27. septembar 2011.